# Великорибальське
Великориба́льське — село Плахтіївської сільської громади Білгород-Дністровському районі Одеської області в Україні. Населення становить 458 осіб.

## Населення
Згідно з переписом УРСР 1989 року чисельність наявного населення села становила 463 особи, з яких 14 чоловіків та 449 жінок.
За переписом населення України 2001 року в селі мешкало 458 осіб.

### Мова
Розподіл населення за рідною мовою за даними перепису 2001 року:
| Мова       | Відсоток |
| ---------- | -------- |
| українська | 67,03 %  |
| російська  | 29,04 %  |
| молдовська | 2,84 %   |
| болгарська | 1,09 %   |